# Duinvoetverdediging

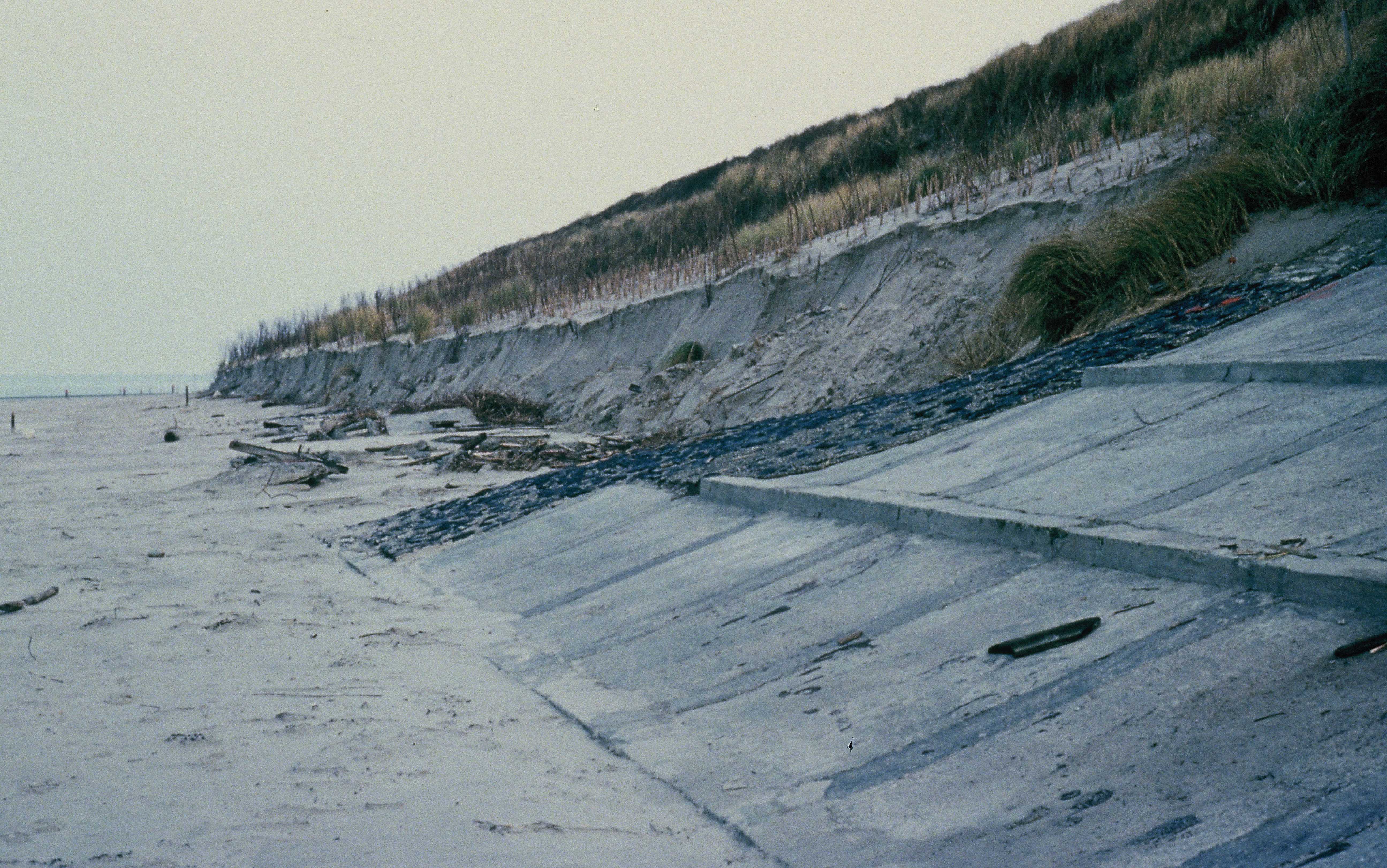
Duinvoetverdediging met daarnaast de erosie in een onverdedigd duin

Een duinvoetverdediging is een verhard onderdeel langs de teen van een duin met als doel de hoeveelheid afslag bij een stormvloed te verminderen. 

## Werking
Om het de negatieve effecten van duinafslag tijdens een storm(vloed) te verminderen wordt soms een duinvoetverdediging aangelegd. Dit is een harde bescherming en vermindert de duinafslag. Duinvoetverdedigingen zijn feitelijk dijkbekledingen die aangelegd worden langs de voet van het duin. Ze kunnen bestaan uit een laag waterbouwasfalt, blokkenglooiing, zoals Basalton, of breuksteen. Het effect van zo'n verdediging is dat er boven de verdediging minder zand weg slaat, maar dat aan de teen van de verdediging een kuil ontstaat. Net zoals bij normale duinafslag, moet hier ook een evenwicht komen tussen de hoeveelheid afslag (geel) en de hoeveelheid aanzanding (rood). Door de aanleg van een duinvoetverdediging kan een te zwak duin soms weer net voldoen aan de eisen, zonder dat er (aan de binnenzijde) extra zand hoeft te worden aangebracht. Proeven in het Waterloopkundig Laboratorium hebben rekenregels opgeleverd waarmee de hoeveelheid afslag(vermindering) kan worden bepaald. 

Tijdens de afslag ontstaat voor de verdediging een kuil. Naarmate er meer zand afslaat van bovenaf vult deze kuil zich gedeeltelijk weer. De maximale kuildiepte is dus niet de diepte die na afloop van de storm waargenomen wordt, maar meer. Het is belangrijk om deze diepte goed te kunnen voorspellen, want de onderkant van de verdediging moet beslist dieper zijn dan de maximale kuildiepte. Als dat niet zo is wordt de verdediging ondermijnd en zal bezwijken. Berekening kan onder andere met het Durosta-rekenmodel plaatsvinden.

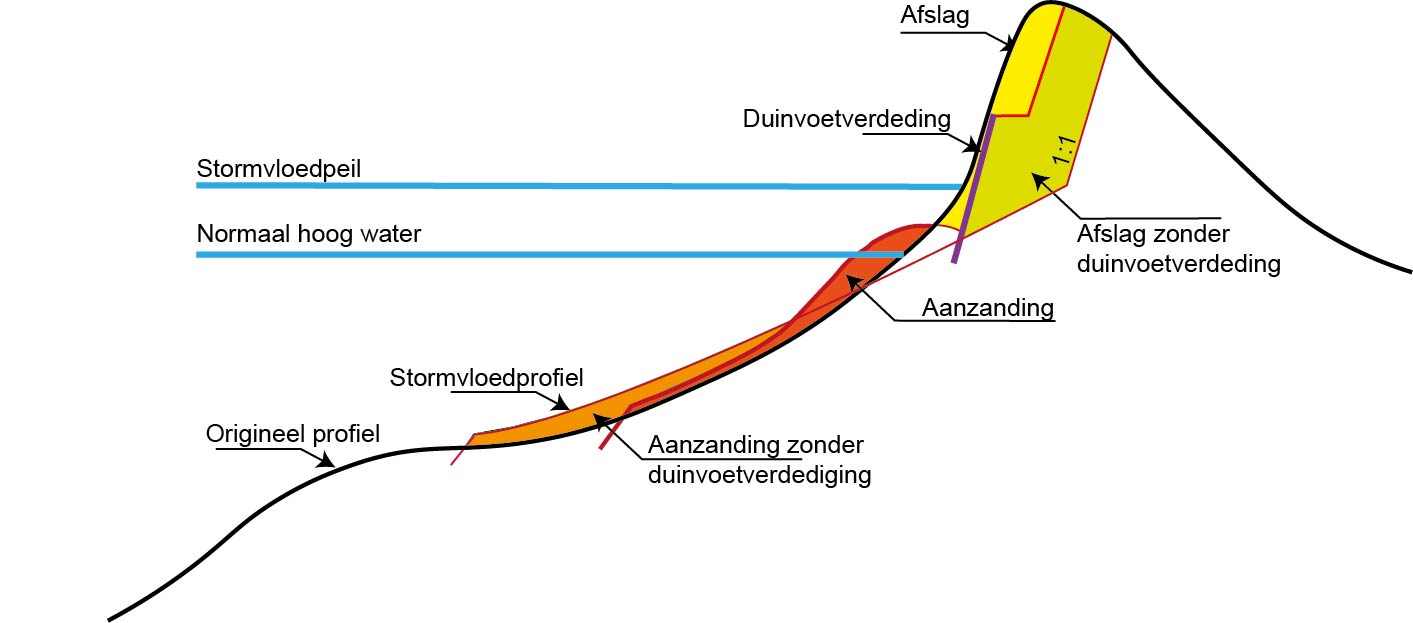
Het effect van een duinvoetverdediging

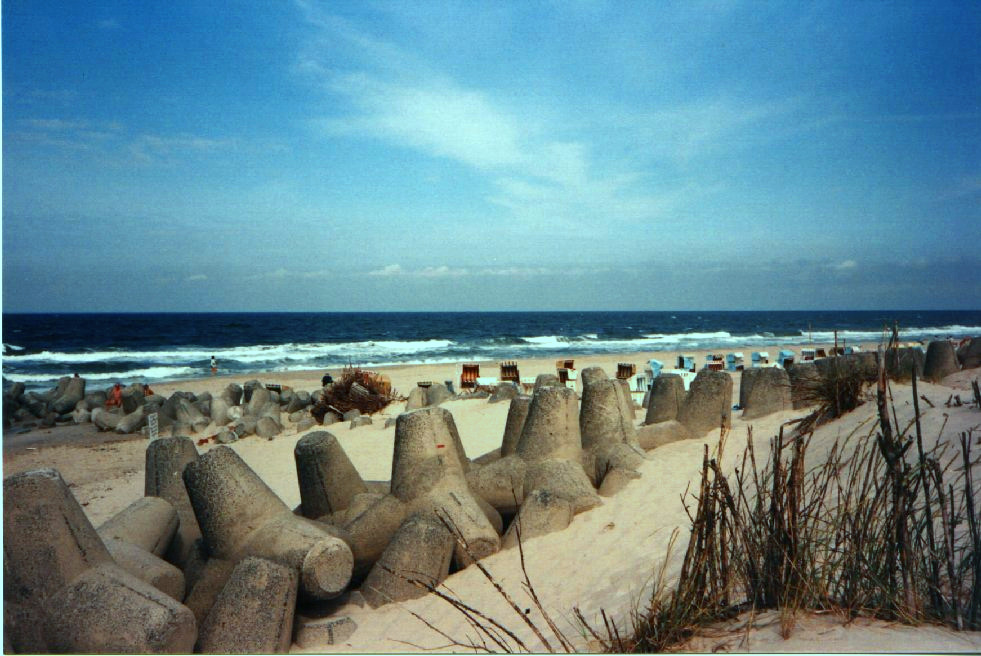
Tetrapods als duinvoetverdediging op Sylt, Duitsland

## Effect op doorgaande erosie
Langs veel kusten treedt doorgaande erosie op. Deze erosie wordt veroorzaakt door scheef invallende golven of door een stijging van de zeespiegel. Deze erosie wordt niet verminderd door een duinvoetverdediging, want deze heeft geen invloed op de brandingsstroom. Het is zelfs zo dat in geval van een erosie door een gradiënt in het langstransport er verdieping aan de teen van de duinvoetverdediging kan ontstaan, waardoor deze zijn stabiliteit verliest. Bij een eroderende kust moet een duinvoetverdediging dus altijd in combinatie met een zandsuppletie uitgevoerd worden.

## Zanddichtheid
Een duinvoetverdediging werkt alleen als deze zanddicht is. Het plaatsen van betonnen golfbrekerelementen, zoals op Sylt gedaan is, is niet effectief. Het zand wordt tussen de elementen uitgespoeld en de elementen zakken met de doorgaande erosie samen dieper in het zand. Het enige effect is dat zij de golfaanval wat verminderen, waardoor de snelheid van duinafslag wat afneemt, maar dit is meestal niet een maatgevende parameter.